# Smelovka

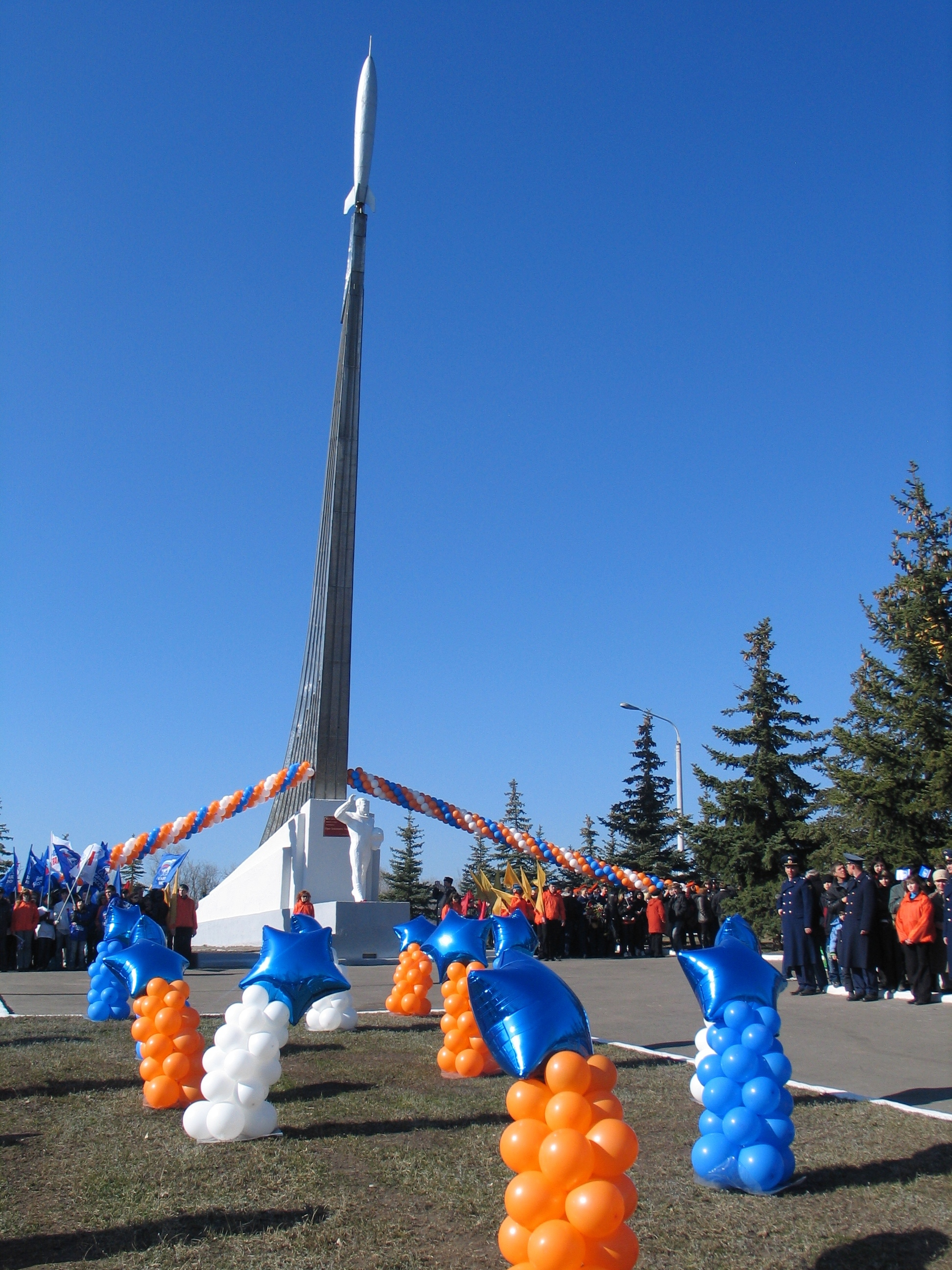
Monument al lloc del desembarcament de Iuri Gagarin prop de Smelovka (en el 49è aniversari, 12 d'abril de 2010)

Smelovka (en rus: Смеловка) és un poble de l'óblast de Saràtov, a Rússia, segons el cens del 2010 tenia 239 habitants. Pertany al districte municipal d'Engels.